# Lijst van onthullingsgeschriften

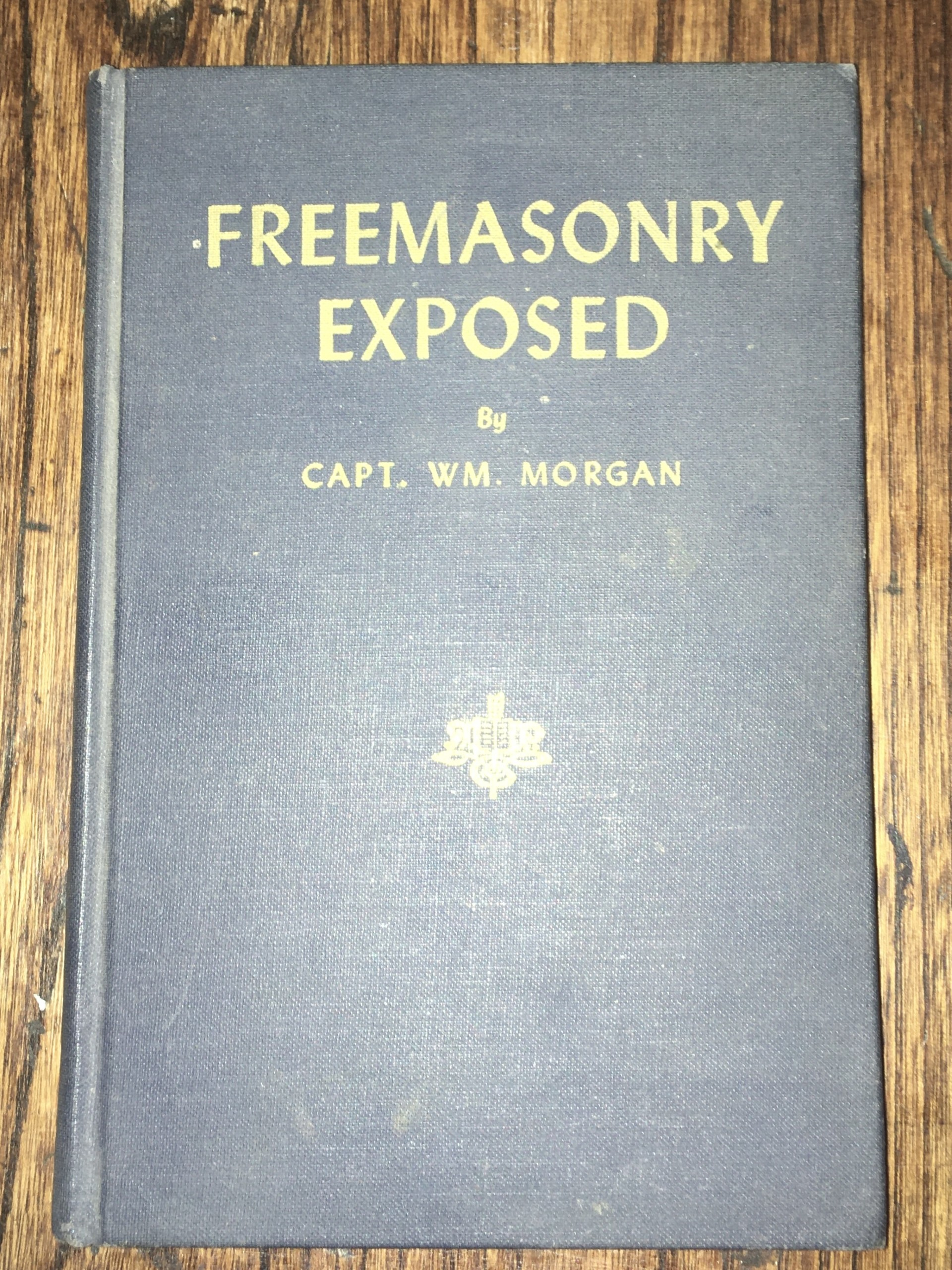
Omslag van een herdruk van William Morgans Illustrations of Masonry (1826), populair bekend als Freemasonry Exposed

Deze lijst bevat bekende onthullingsgeschriften die vanaf de 18e eeuw rituelen, tekens of leerstellingen van de vrijmetselarij openbaar maakten. De publicaties zijn geordend volgens drie hoofdtypen die binnen de geschiedschrijving worden onderscheiden:
- Vroege rituele reconstructies door betrokkenen;
- Pamfletten met een polemische of samenzweerderige inslag;
- Studies met cultureel-antropologische of journalistieke pretentie.

Sommige teksten uit de achttiende eeuw worden inmiddels beschouwd als waardevolle rituele bronnen, zeker in een tijd waarin schriftelijke vastlegging nog zeldzaam was en regionale verschillen groot waren. Zulke geschriften droegen bij aan het ontstaan van een gedeelde rituele canon. Recente historiografie wijst bovendien op de ambigue positie van deze teksten binnen de vrijmetselarij: ondanks hun verboden karakter werden ze soms informeel gebruikt als hulpmiddel bij de vorming van jonge loges.

## Vroege rituele reconstructies
(en)  (11 & 13 april 1723). A Mason's Examination. The Flying Post or Post Master 
Een van de eerste bekende krantenpublicaties over vrijmetselarij.
(en) The Grand Mystery of Freemasons Discovered. J. Roberts, London (1724).
Een van de eerste gedrukte Engelse exposés.
(en) The Secret History of Freemasonry, London (1724).
Vroege Engelse publicatie van onbekende auteur.
(en) The Whole Institution of Free-Masons Opened (1725).
Beknopte samenvatting van logerituelen.
(en) The Grand Mystery of the Free Masons Discover'd : wherein are the several questions put to them at their meetings and installations.... A. Moore (toegeschreven), London (1725).
Gedetailleerde weergave van maçonnieke symboliek.
(en) The Grand Mystery Laid Open, or the Free Masons Signs and Words Discovered (1726).
Anonieme Engelse publicatie.
(en)  (15 & 18 augustus 1730). The Mystery of Freemasonry. Daily Journal of London 
Bevatte rituele informatie die leidde tot een reactie van de Grand Lodge.
(en)  (5–8 december 1730). The Mystery of Freemasonry. Pennsylvania Gazette 
Eerste Amerikaanse herpublicatie van het artikel uit Londen.
(en) Pritchard, Samuel (1730). Masonry Dissected : being a universal and genuine description of all its branches. J. Wilford, London.
Meest invloedrijke vroege Engelse onthulling, veel herdrukt en vertaald.
(en) Pritchard, Samuel (1737). The Secrets of Masonry Made Known to All Men, London.
Vervolg op 'Masonry Dissected'.
(en) The Mysterious Receptions of the Celebrated Society of Freemasons, London (1737).
Beschrijving van vermeende inwijdingspraktijken.
(en) The Mystery of Masonry, London (1737).
Vervolg op eerdere Engelse onthullingen.
(de) Die Entdeckte Freymäurerey, Frankfurt (1738).
Vroege Duitse bewerking van Engelse onthullingen, waaronder die van Pritchard.
(fr) Pérau, Gabriel-Louis (abbé) (1742). Le Secret des Franc-Maçons. Chez la Veuve Delaguette, Genève.
Kritiek op vrijmetselarij vanuit moreel en theologisch standpunt.
(fr) Lefranc, François (abbé) (1745). Le voile levé pour les curieux : ou les secrets des francs-maçons révélés. Lepetit et Guillemard l'aîné, Parijs.
Franse publicatie die pretendeert toegang te geven tot logegeheimen.
(fr) Pérau, Gabriel-Louis (abbé) (1745). L'ordre des Franc-Maçons trahi et le secret des Mopses révélé. Marc-Michel Rey, Amsterdam.
Zeer invloedrijk werk, ook vertaald in Duits en Nederlands.
(fr) Gaganon, Léonard (pseudoniem van Travenol, Louis) (1745). Catechisme des Franc-Maçons : contenant les obligations, signes, attouchements, mots sacrés et mots de passe des différentes loges. chez J. Morisset, Paris.
Een van de bekendste Franse catechismussen, vaak herdrukt onder andere titels.
(fr) Wilson, Thomas (1751). Le Maçon démasqué : ou, Le vrai secret des francs maçons, mis au jour dans toutes ses parties.
Franse publicatie met anti-maçonnieke strekking.

## Pamfletten en polemieken
(en) Carlile, Richard (1825). Manual of Freemasonry.
Publicatie door bekende Britse radicaal, kritisch van toon.
(en) Morgan, William (1827). Illustrations of Masonry : by one of the fraternity who has devoted years to the subject, with an account of the kidnapping of the author. David C. Miller, Le Roy, NY.
Tweede editie met verslag van de ontvoering van de auteur – leidde tot oprichting van de Anti-Masonic Party.
(en) Bernard, David (1829). Light on Masonry : a collection of all the degrees from the entered apprentice to the sublime prince of the royal secret. William Williams, Utica, NY.
Gedetailleerde weergave van het York Ritus, samengesteld door een afvallige vrijmetselaar.
(fr) Taxil, Léo (1885). Les Frères Trois-Points : révélations complètes sur la Franc-Maçonnerie. Letouzey & Ané, Parijs.
Anti-maçonniek pamflet met vermeende onthullingen van vrijmetselaarsrituelen.
(fr) Taxil, Léo (1886). Les mystères de la Franc-maçonnerie. Letouzey & Ané, Parijs.
Geïllustreerde aanvulling op Les Frères Trois-Points met sensationele beschrijvingen van maçonnieke symboliek en samenzweringen.
(fr) Taxil, Léo  (1892). Le Diable au XIXe siècle, ou les Mystères du spiritisme : la Franc-maçonnerie luciférienne, récits d'un témoin. La revue mensuelle 
Berucht werk geschreven onder de naam "Dr. Bataille" waarin de vrijmetselarij wordt voorgesteld als luciferiaanse sekte, onderdeel van de Taxil-hoax.

## Studies en journalistieke reconstructies
(en) Hannah, Walton (1952). Darkness Visible : a revelation and interpretation of Freemasonry. Augustine Publishing Company, Devon.
Kritisch christelijk pamflet uit het midden van de 20e eeuw.
(en) Emulation Ritual. Lewis Masonic, London (1991).
Regulier gebruikt ritueel binnen Engelse loges.
Vrijmetselarij · Beginselen · Geschiedenis · Symbolen · Vrijmetselaarsloge · Ordegrondwet · Obediëntie · Regulariteit en irregulariteit · Ritus · Graden · Grootmeester · Gemengde vrijmetselarij · Para-vrijmetselarij · Antivrijmetselarij · Vrijmetselarij in Nederland · Vrijmetselarij in België
>>> Meer info op Portaal:Vrijmetselarij <<<